# ITF Women's Circuit 2011
L'ITF Women's Circuit è una serie di tornei gestita dall'organo internazionale del tennis, l'ITF. Lo scopo di questi tornei è quello di permettere, in particolare alle giovani tenniste, di migliorare la loro classifica per giocare in tornei più importanti.

## Calendario

### Legenda
Qui di seguito è presentato il calendario dell'ITF Women's Circuit 2011:
| Torneo $100.000 |
| Torneo $75.000  |
| Torneo $50.000  |
| Torneo $25.000  |
| Torneo $10.000  |

## Distribuzione punti
| Descrizione          | W   | F   | SF | QF | R16 | R32 | R64 | R128 | QLFR | Q3 | Q2 | Q1 |
| -------------------- | --- | --- | -- | -- | --- | --- | --- | ---- | ---- | -- | -- | -- |
| ITF $100,000 + H(32) | 150 | 110 | 80 | 40 | 20  | 1   | –   | –    | 6    | 4  | 1  | –  |
| ITF $100,000 + H(16) | 150 | 110 | 80 | 40 | 1   | –   | –   | –    | –    | –  | –  | –  |
| ITF $100,000 (32)    | 140 | 100 | 70 | 36 | 18  | 1   | –   | –    | 6    | 4  | 1  | –  |
| ITF $100,000 (16)    | 140 | 100 | 70 | 36 | 1   | –   | –   | –    | –    | –  | –  | –  |
| ITF $75,000 + H(32)  | 130 | 90  | 58 | 32 | 16  | 1   | –   | –    | 6    | 4  | 1  | –  |
| ITF $75,000 + H(16)  | 130 | 90  | 58 | 32 | 1   | –   | –   | –    | –    | –  | –  | –  |
| ITF $75,000 (32)     | 110 | 78  | 50 | 30 | 14  | 1   | –   | –    | 6    | 4  | 1  | –  |
| ITF $75,000 (16)     | 110 | 78  | 50 | 30 | 1   | –   | –   | –    | –    | –  | –  | –  |
| ITF $50,000 + H(32)  | 90  | 64  | 40 | 24 | 12  | 1   | –   | –    | 6    | 4  | 1  | –  |
| ITF $50,000 + H(16)  | 90  | 64  | 40 | 24 | 1   | –   | –   | –    | –    | –  | –  | –  |
| ITF $50,000 (32)     | 70  | 50  | 32 | 18 | 10  | 1   | –   | –    | 6    | 4  | 1  | –  |
| ITF $50,000 (16)     | 70  | 50  | 32 | 18 | 1   | –   | –   | –    | –    | –  | –  | –  |
| ITF $25,000 (32)     | 50  | 34  | 24 | 14 | 8   | 1   | –   | –    | 1    | –  | –  | –  |
| ITF $25,000 (16)     | 50  | 34  | 24 | 14 | 1   | –   | –   | –    | –    | –  | –  | –  |
| ITF $10,000 (32)     | 12  | 8   | 6  | 4  | 1   | –   | –   | –    | –    | –  | –  | –  |
| ITF $10,000 (16)     | 12  | 8   | 6  | 1  | 0   | –   | –   | –    | –    | –  | –  | –  |

"+H" indica l'ospitalità.